# Bruno Binnebesel
Bruno Binnebesel (ur. 26 września 1902 w Tucholi, stracony 13 listopada 1944 w Brandenburgu) – niemiecki duchowny rzymskokatolicki, proboszcz parafii św. Antoniego Padewskiego w Gdańsku Brzeźnie w latach 1939–1943, ofiara narodowego socjalizmu.

## Życiorys
Studiował teologię katolicką i filozofię we Fryburgu Bryzgowijskim, a następnie we Wrocławiu, gdzie w 1929 otrzymał święcenia kapłańskie, a w 1935  uzyskał stopień doktora teologii na podstawie rozprawy „Stanowisko teologów zakonu dominikanów w kwestii Niepokalanego Poczęcia Marii do soboru w Bazylei” (Die Stellung der Theologen des Dominikanerordens zur Frage nach der Unbefleckten Empfängnis Marias bis zum Konzil von Basel). Pracował w Nowym Stawie, następnie w latach 1932–1935 w parafii św. Brygidy w Gdańsku, a od 1939 był proboszczem parafii św. Antoniego w Gdańsku Brzeźnie. Już przed wojną znany był jako przeciwnik hitleryzmu. 3 listopada 1943 Gestapo aresztowało go pod zarzutem słuchania zagranicznego radia i przekazywania usłyszanych tam informacji wiernym. Biskup gdański Karol Maria Splett bezskutecznie zabiegał o jego uwolnienie. Latem 1944 ks. Binnebesel został przewieziony do więzienia Brandenburg-Görden, a 7 września tego roku tzw. Volksgerichtshof (Trybunał Ludowy) w Berlinie, pod przewodnictwem Rolanda Freislera, skazał go za „osłabianie ducha obrony narodu niemieckiego” na śmierć przez ścięcie. Wyrok wykonano w więzieniu 13 listopada. Ciało ks. Binnebesla zostało spalone, a urnę z prochami pochowano dopiero 16 października 1947 na cmentarzu św. Jadwigi w Berlinie.